# Riotord
 Riotord  es una población y comuna francesa, situada en la región de Auvernia, departamento de Alto Loira, en el distrito de Yssingeaux y cantón de Montfaucon-en-Velay.

## Demografía
| 1640 | 1513 | 1404 | 1330 | 1228 | 1155 |
| Para los censos de 1962 a 1999 la población legal corresponde a la población sin duplicidades (Fuente: INSEE [Consultar]) |      |      |      |      |      |

## Lugares
- Arboretum de l'Hermet